# 帕奇庫夫湖
50°28′30″N 16°58′02″E / 50.47500°N 16.96722°E

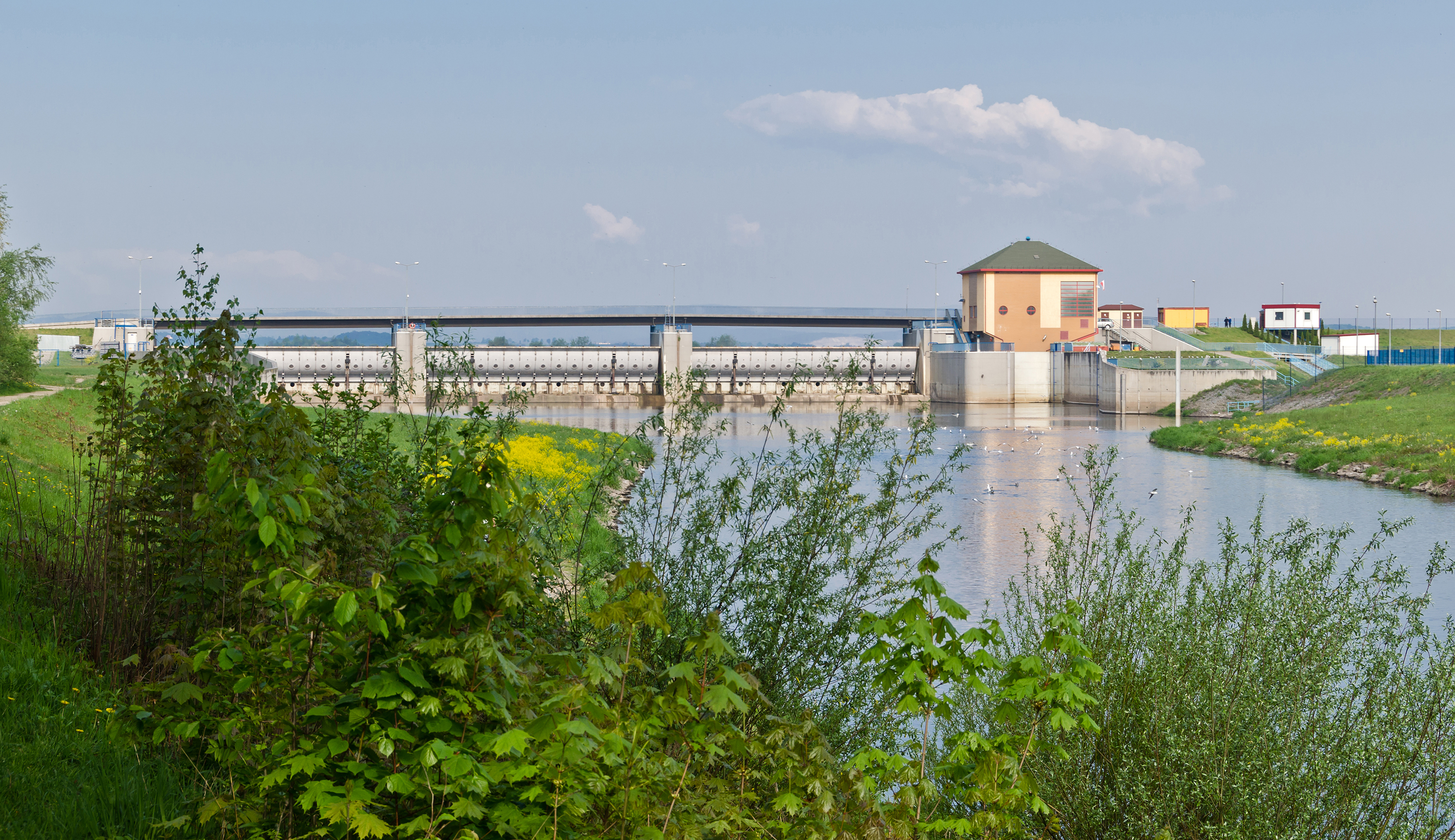

帕奇庫夫湖是波蘭的水庫，位於該國南部奧波萊省，處於尼斯克沃茲卡河，面積7平方公里，蓄水量4,290萬立方米，河道上建有水力發電站。